# Gösta Gideon Molin
Gustaf (”Gösta”) Gideon Molin, född 7 februari 1887 i Byarums socken, Jönköpings län, död 22 juli 1955, och gravsatt i Smålands nations grav på Gamla kyrkogården i Uppsala. Han var en svensk lärare, författare, översättare och personhistoriker.
Han var son till hemmansägaren Carl Molin och Johanna Andersson. Molin tog studentexamen i Jönköping 1908, blev fil. kand. 1916 i Uppsala  och fil. mag. 1921 i Göteborg. Han medarbetade i Dagens Nyheter 1917-1918. Han blev ämneslärare i samrealskolan i Vara 1923 och vid högre allmänna läroverket i Jönköping 1923-30 och var läroverksadjunkt i latin och franska vid  Uppsala högre allmänna läroverk från 1929.
Åren 1919-1920 var kan knuten till Svenska andelsförlaget. Han var 1918-36 verksam som översättare. Bland hans översättningar märks diktsamlingar av Heinrich Heine.
En bestående insats gjorde Molin som initiativtagare till det biografiska bokverket  Smolandi Upsalienses. Smålandsstudenter i Uppsala, där han 1955 utgav band 1 med biografier över mer än 260 smålandsstudenter 1593–1625. Efter hans död fortsatte utgivningsverket   av Paul Wilstadius med sju volymer om alla studenter vid Smålands nation i Uppsala fram till 1844 och därefter med ytterligare en volym för tiden 1845-1950.